# Franklin (Massachusetts)
Franklin es una ciudad ubicada en el condado de Norfolk en el estado estadounidense de Massachusetts. En el Censo de 2010 tenía una población de 31.635 habitantes y una densidad poblacional de 451,93 personas por km².

## Geografía
Franklin se encuentra ubicada en las coordenadas 42°5′6″N 71°24′38″O / 42.08500, -71.41056. Según la Oficina del Censo de los Estados Unidos, Franklin tiene una superficie total de 70 km², de la cual 68.96 km² corresponden a tierra firme y (1.48%) 1.04 km² es agua.

## Demografía
Según el censo de 2010, había 31.635 personas residiendo en Franklin. La densidad de población era de 451,93 hab./km². De los 31.635 habitantes, Franklin estaba compuesto por el 92.78% blancos, el 1.42% eran afroamericanos, el 0.14% eran amerindios, el 3.77% eran asiáticos, el 0.02% eran isleños del Pacífico, el 0.46% eran de otras razas y el 1.41% pertenecían a dos o más razas. Del total de la población el 1.96% eran hispanos o latinos de cualquier raza.